# De unga
Inte att blanda ihop med gruppen som drev galleriet De ungas salong

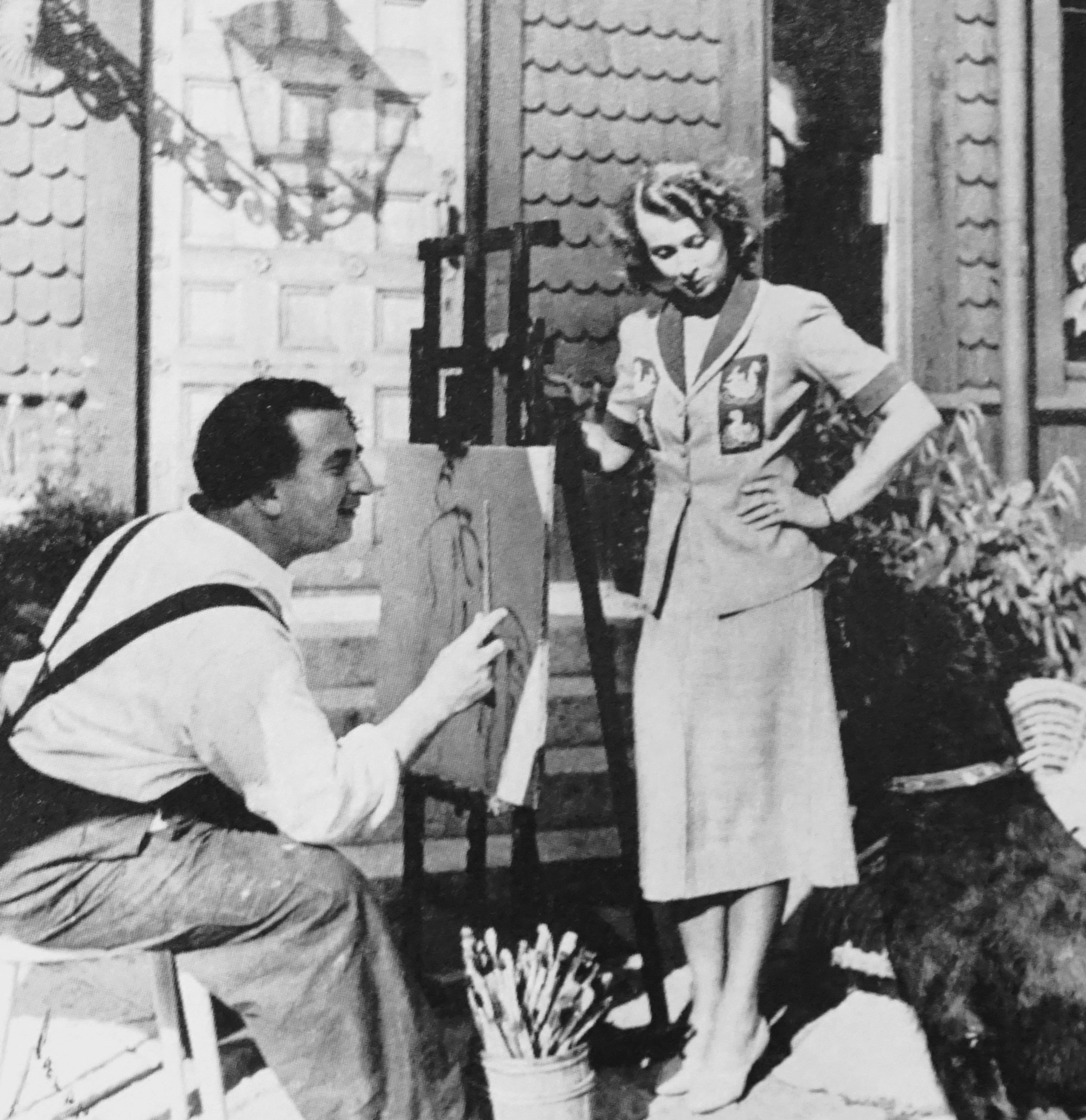
Isaac Grünewald var en av medlemmarna i gruppen. Här tillsammans med hustrun Märta i Saltsjöbaden.

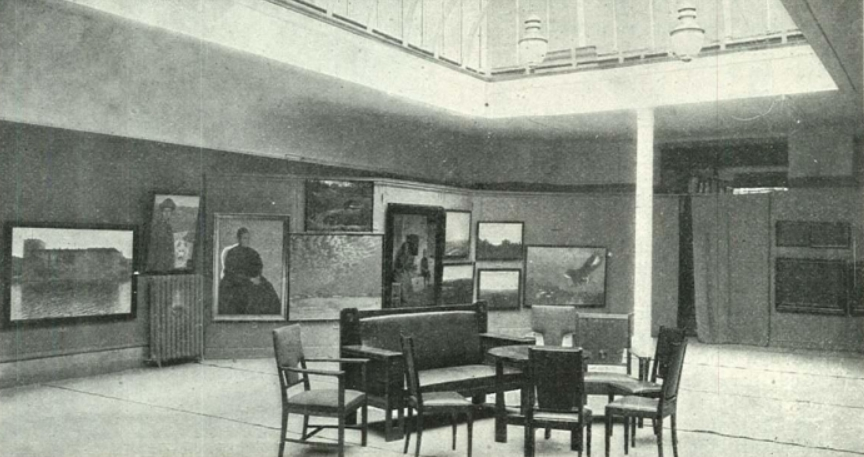
Hallins konsthandel 1908

De unga, även kallad 1909 års män, var en konstnärsgrupp som bildades 1907 och upplöstes 1911. Den bestod främst av konstnärer från Konstnärsförbundets 3:e målarskola. Gruppen utgjordes av bland annat konstnärerna Isaac Grünewald, Tor Bjurström, Arthur Percy, Birger Simonsson och Sigfrid Ullman där Simonsson var ledargestalten. 
Den bestod uteslutande av manliga konstnärer och till skillnad mot andra grupperingar bildade under denna period hade gruppen inskrivet i sina stadgar att inga kvinnor fick bli medlemmar.
De ungas första utställning i Stockholm 1909 betraktas ofta av konsthistoriker som modernismens genombrott inom svensk konst.

## Historia

### Bakgrund
Gruppen ville stå för det nya och tillkomsten var egentligen endast som trots mot den äldre generationen konstnärer, till exempel Karl Nordström som då var lärare på Konstnärsförbundets målarskola. Nordström som varit en av de som tidigare revolterat mot Konstakademien (se Opponenterna) blev nu alltså själv måltavla för denna nya konstrevolution. Många av medlemmarna var ganska stridbara. 

### Utställningar

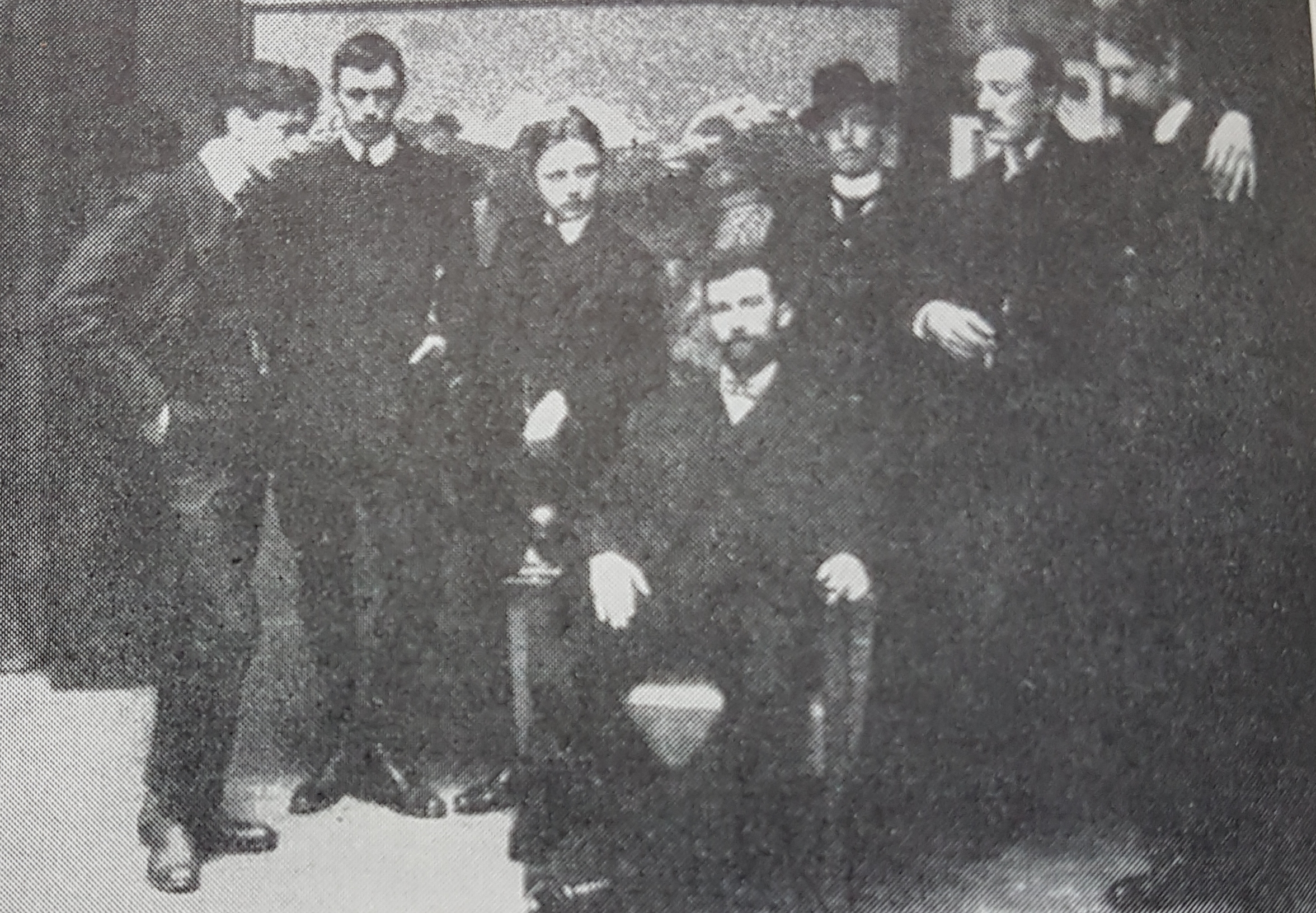
Utställarna vid 1909 års utställning

1909 gjorde gruppen en epokgörande utställning på Hallins konsthandel i Stockholm. Trots att konstnärerna då enbart ställde ut verk som var influerade av sina lärare på Konstnärsförbundet, ansåg ändå samtiden att det var fråga om ett nytt måleri. De som medverkade på denna utställning brukar kallas 1909 års män. 

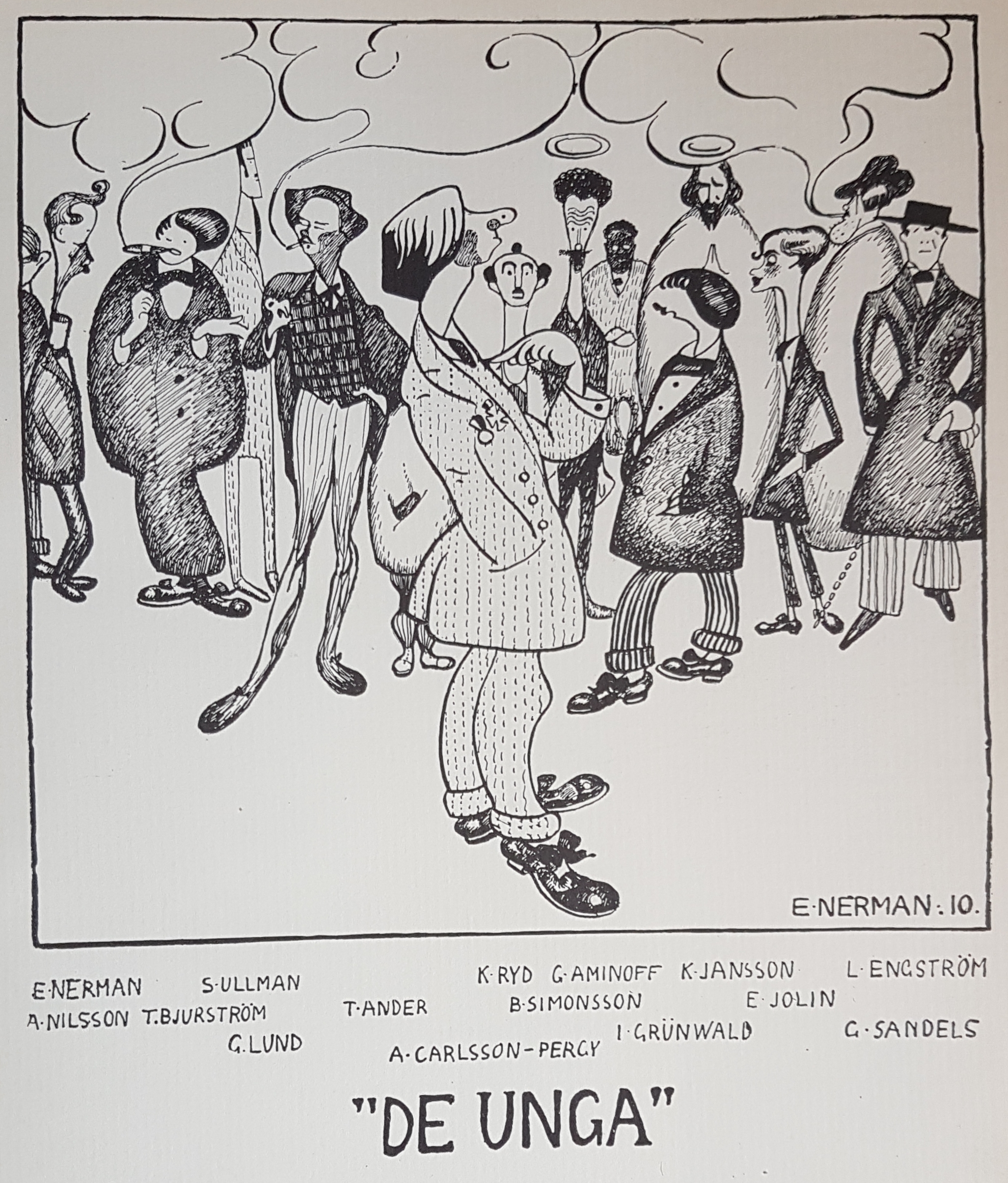
Teckning inför utställningen 1910

De unga hade ytterligare två konstutställningar. Utställningen 1910 var den utställning som tog landets konstintresserade med storm. Sedan följde en 1911 som blev deras sista innan de upplöstes. Huvudsakligen ställdes måleri ut, men Ivar Johnsson ställde ut skulpturer, Artur Sahlén grafik samt Einar Nerman teckningar. Till utställningarna trycktes speciella kataloger med försättsblad i träsnitt av Isaac Grünewald. 
På de tre utställningarna ställde sammantaget 22 män samt på sista utställningen även en kvinna ut, Fanny Falkner. Flera av gruppens medlemmar beundrade August Strindberg, och gruppen donerade 75 kr till den nationella insamlingen till hyllning av honom som startades våren 1911. Detta kan säkert förklara varför hans sista förälskelse Fanny Falkner tilläts ställa ut, trots paragrafen i deras stadga att inga kvinnor fick vara medlemmar. Det skedde dock utanför katalogen. 
Det var två konstnärer som ingick i De unga men som inte ställde ut med dem, August Lundberg och Per Tellander. Konstnärer som aldrig var medlemmar i gruppen men som ändå ställde ut med dem var: Fanny Falkner, Artur Sahlén, Gabriel Strandberg, Einar Nerman, Edward Hald, Ivar Johnsson och Erik Lindwall.

### Fortsättning
Efter De ungas upplösande efterträddes de av andra grupper, först De åtta och senare Falangen. Många av De unga ingick i dessa nya konstellationer.
Som respons till bildandet av en exklusivt manlig förening bildade en grupp kvinnliga konstnärer 1910 (året efter De ungas första utställning), Föreningen Svenska Konstnärinnor.
Sommaren 2009 hölls i Säfstaholms slott den första utställning där både samtliga medlemmar och samtliga som ställde ut med gruppen ställdes ut samtidigt. Av totalt 90 verk var nästan 70 utförda mellan 1907 och 1911 (det vill säga under gruppens existens), och cirka 30 av dem hade tidigare återfunnits på någondera av gruppens tre utställningar. Utställningen passerade trots dess konsthistoriska korrekthet spårlöst förbi i dagspressen.

## Medlemmar

### Ursprungliga medlemmar
- Gregori Aminoff
- Ture Ander
- Gabriel Burmeister
- Arthur Carlsson-Percy
- Isaac Grünewald
- Knut Janson
- Arvid Nilsson
- Carl Ryd
- Gösta Sandels
- Birger Simonsson

Einar Jolin

### Senare anslutna
- Tor Bjurström
- Leander Engström
- Albert Hoffsten
- Hadar Jönzén
- August Lundberg
- Gunnar Lundh
- Per Tellander
- Sigfrid Ullman

## Utställningar

### Första utställningen, 1909
- Plats: Hallins konsthandel i Stockholm
- Utställare: Gregori Aminoff, Ture Ander, Tor Bjurström, Gabriel Burmeister, Arthur Carlsson-Percy, Leander Engström, Isaac Grünewald, Knut Janson, Ivar Johnsson (skulpturer), Gunnar Lundh, Arvid Nilsson, Carl Ryd, Gösta Sandels, Birger Simonsson och Sigfrid Ullman.

### Andra utställningen, 1910
- Plats: Hallins konsthandel i Stockholm
- Utställare: Gregori Aminoff, Ture Ander, Tor Bjurström, Arthur Carlsson-Percy, Leander Engström, Isaac Grünewald, Edward Hald, Albert Hoffsten, Knut Janson, Einar Nerman, Arvid Nilsson, Carl Ryd, Artur Sahlén, Gösta Sandels, Birger Simonsson, Gabriel Strandberg och Sigfrid Ullman.

### Tredje utställningen, 1911
- Plats: Hallins konsthandel i Stockholm
- Utställare: Gregori Aminoff, Ture Ander, Tor Bjurström, Arthur Carlsson-Percy, Leander Engström, Fanny Falkner, Isaac Grünewald, Edward Hald, Albert Hoffsten, Knut Janson, Hadar Jönzén, Erik Lindwall, Gunnar Lundh, Einar Nerman, Arvid Nilsson, Carl Ryd, Gösta Sandels, Birger Simonsson och Sigfrid Ullman.